# Тея (река)
Те́я — река в Красноярском крае России, левый приток реки Вельмо. Течёт по территории Северо-Енисейского района.
Длина реки составляет 261 км, площадь водосбора — 8690 км². Притоки: Никичи, Оллончимо, Иочимо, Мадра, Озёрная, Вандады, Уволга, Большая Таптыгайка, Немчаны, Курепа, Индолы, Тырыда, Шумиха, Кушва.
На реке расположен посёлок Тея (Северо-Енисейский район).
| Средний расход воды (м³/с) реки Теи по месяцам с 1936 по 1952 гг. (замеры производились на гидрологическом посту в районе прииска Суворовский, 108 км от устья) |